# Erste Liga (Kasachstan) 2016
Die Erste Liga 2016 war die 22. Spielzeit der zweithöchsten kasachischen Spielklasse im Fußball der Männer. Die Saison begann am 10. April und endete am 30. Oktober 2016.

## Modus
Die Saison wurde mit zehn Mannschaften durchgeführt. Zuerst wurde eine Vorrunde mit Hin- und Rückspiel durchgeführt, danach spielten die besten sechs Teams den Meister und die Aufsteiger aus, während die letzten vier in der Abstiegsrunde spielten. Der Meister stieg in die Premjer-Liga auf, der Zweite konnte noch über die Relegation aufsteigen.

## Vorrunde

### Tabelle
| Pl. | Verein                       | Sp. | S  | U | N  | Tore    | Diff. | Punkte |
| --- | ---------------------------- | --- | -- | - | -- | ------- | ----- | ------ |
| 1.  | Qaisar Qysylorda (A)         | 18  | 12 | 6 | 0  | 032:500 | +27   | 42     |
| 2.  | FK Altai Semei               | 18  | 12 | 5 | 1  | 032:700 | +25   | 41     |
| 3.  | FK Qysyl-Schar SK            | 18  | 10 | 6 | 2  | 034:140 | +20   | 36     |
| 4.  | FK Machtaaral                | 18  | 8  | 6 | 4  | 021:160 | +5    | 30     |
| 5.  | FK Ekibastus                 | 18  | 8  | 5 | 5  | 013:110 | +2    | 29     |
| 6.  | Kaspij Aqtau                 | 18  | 8  | 4 | 6  | 028:160 | +12   | 28     |
| 7.  | FK Qyran Schymkent           | 18  | 8  | 1 | 9  | 024:200 | +4    | 25     |
| 8.  | FK Schachtjor-Bolat Temirtau | 18  | 3  | 2 | 13 | 015:310 | −16   | 11     |
| 9.  | Baikonur Qysylorda (N)       | 18  | 2  | 1 | 15 | 011:460 | −35   | 07     |
| 10. | Bajterek Astana              | 18  | 1  | 0 | 17 | 009:530 | −44   | 03     |

Platzierungskriterien: 1. Punkte – 2. Siege – 3. Direkter Vergleich (Punkte, Tordifferenz, geschossene Tore) – 4. Tordifferenz – 5. geschossene Tore
| (A) – Absteiger aus der Premjer-Liga 2015 |

## Meisterrunde

### Abschlusstabelle
| Pl. | Verein               | Sp. | S  | U | N  | Tore    | Diff. | Punkte |
| --- | -------------------- | --- | -- | - | -- | ------- | ----- | ------ |
| 1.  | Qaisar Qysylorda (A) | 28  | 20 | 7 | 1  | 049:900 | +40   | 67     |
| 2.  | FK Altai Semei       | 28  | 17 | 7 | 4  | 049:170 | +32   | 58     |
| 3.  | FK Qysyl-Schar SK    | 28  | 14 | 9 | 5  | 045:250 | +20   | 51     |
| 4.  | Kaspij Aqtau         | 28  | 12 | 7 | 9  | 038:290 | +9    | 43     |
| 5.  | FK Machtaaral        | 28  | 11 | 8 | 9  | 031:310 | ±0    | 41     |
| 6.  | FK Ekibastus         | 28  | 8  | 6 | 14 | 017:270 | −10   | 30     |

Platzierungskriterien: 1. Punkte – 2. Siege – 3. Direkter Vergleich (Punkte, Tordifferenz, geschossene Tore) – 4. Tordifferenz – 5. geschossene Tore
| (A) – Absteiger aus der Premjer-Liga 2015 |

## Abstiegsrunde

### Abschlusstabelle
| Pl. | Verein                       | Sp. | S  | U | N  | Tore    | Diff. | Punkte |
| --- | ---------------------------- | --- | -- | - | -- | ------- | ----- | ------ |
| 7.  | FK Qyran Schymkent           | 24  | 11 | 1 | 12 | 031:260 | +5    | 34     |
| 8.  | FK Schachtjor-Bolat Temirtau | 24  | 5  | 4 | 15 | 023:370 | −14   | 19     |
| 9.  | Baikonur Qysylorda (N)       | 24  | 4  | 2 | 18 | 017:540 | −37   | 14     |
| 10. | Bajterek Astana              | 24  | 4  | 1 | 19 | 017:620 | −45   | 13     |

Platzierungskriterien: 1. Punkte – 2. Siege – 3. Direkter Vergleich (Punkte, Tordifferenz, geschossene Tore) – 4. Tordifferenz – 5. geschossene Tore

## Relegation
Der Zweitplatzierte bestritt nach Abschluss der regulären Saison am 5. November 2016 ein Relegationsspiel gegen den Elfplatzierten der Premjer-Liga.
| Datum                 |          | Ergebnis  |                | Tore                                                                                         |
| --------------------- | -------- | --------- | -------------- | -------------------------------------------------------------------------------------------- |
| 5.11.2016 um 9:00 Uhr | FK Taras | 0:3 (0:2) | FK Altai Semei | 0:1 Alexei Schakin (4.) 0:2 Sergei Schaff (45. Foulelfmeter) 0:3 Jerkebulan Nurgalijew (51.) |

Am 3. Februar 2017 entschied der FFK in einer außerordentlichen Sitzung Altai Semei den Aufstieg in die Premjer-Liga zu verweigern.